# Daddala kebeensis
Daddala kebeensis är en fjärilsart som beskrevs av Bethune-Baker 1906. Daddala kebeensis ingår i släktet Daddala och familjen nattflyn. Inga underarter finns listade i Catalogue of Life.